# Championnats du monde de tir à l'arc en salle 2012
Navigation
Rzeszów 2009 Nîmes 2014
Les championnats du monde de tir à l'arc en salle de 2012 sont la 11e éditions bisannuelle des championnats du monde de tir à l'arc en salle organisés par la World Archery Federation (WA). Ils regroupent des compétitions individuelles et par équipes dans les catégories d'arc classique et arc à poulies.
L'événement a eu lieu à Las Vegas, aux États-Unis du 5 février 2012 au 9 février 2012. L'événement a été contesté à l'hôtel South Point Hotel, Casino, and Spa, et a été suivi par la finale de la coupe du monde de tir à l'arc en salle de 2012.

## La compétition

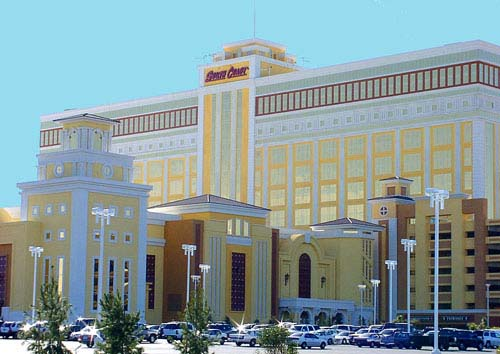
South Point Hotel, lieu de la compétition

Les championnats sont composés de 16 épreuves de tir à l’arc en salle, une par catégorie, en individuel et par équipe : 
- Arc classique hommes, femmes, junior hommes et junior femmes
- Arc à poulies hommes, femmes, junior hommes et junior femmes

La compétition se déroule en deux phases : les qualifications et les éliminatoires.
Durant les qualifications, les archers seront classés individuellement sur la somme des 60 flèches tirées par volées de 3 à 18 m. Les équipes seront classées sur la somme des scores des 3 archers de l’équipe.
Lors des éliminatoires, les arcs classiques disputeront des matchs en set de 3 flèches. L’archer totalisant le plus haut score sur le set marque deux points, en cas d’égalité chaque archers marquera un point. Le premier arrivé à 6 points remporte le match. En cas d’égalité après le 5e set, une flèche de barrage sera tirée sur la cible du milieu. La flèche la plus près du centre déterminera le vainqueur.
Les arcs à poulies, eux, tireront 15 flèches, par volées de 3 flèches. Le plus haut des deux scores après les 15 flèches remporte le match. En cas d’égalité, la règle de départage est la même que pour les arcs classiques.

## Calendrier
|  | Jour d'élimination | F | Jour de finale |

| Date           | Événement,    | Phase                                                          |
| -------------- | ------------- | -------------------------------------------------------------- |
| 5 février 2012 |               | Entrainement et cérémonie d'ouverture                          |
| 6 février 2012 | Arc Classique | Qualification toutes catégories                                |
| 6 février 2012 | Arc à poulies | Qualification toutes catégories                                |
| 7 février 2012 | Arc Classique | Élimination épreuves individuelles                             |
| 7 février 2012 | Arc à poulies | Élimination épreuves individuelles                             |
| 8 février 2012 | Arc Classique | Élimination épreuves par équipes et finale par équipes juniors |
| 8 février 2012 | Arc à poulies | Élimination épreuves par équipes et finale par équipes juniors |
| 9 février 2012 | Arc Classique | Finale individuel et par équipes (hommes et femmes)            |
| 9 février 2012 | Arc à poulies | Finale individuel et par équipes (hommes et femmes)            |

## Nations participantes
36 nations inscrites avec 269 athlètes dans toutes les disciplines. C'est un pays de moins et 69 athlètes de moins que l'édition précédente Rzeszów 2009.
| - Australie (8) - Autriche (4) - Belgique (3) - Bulgarie (2) - Canada (18) - Croatie (6) - Tchéquie (2) - Danemark (11) - Salvador (1) - Finlande (6) - France (9) - Géorgie (3) | - Allemagne (4) - Royaume-Uni (8) - Guatemala (1) - Iran (1) - Irlande (4) - Italie (19) - Japon (7) - Mexique (24) - Moldavie (2) - Pays-Bas (9) - Nouvelle-Zélande (2) - Norvège (9) | - Russie (23) - Singapour (2) - Slovaquie (2) - Slovénie (4) - Afrique du Sud (11) - Sri Lanka (1) - Suède (5) - Suisse (6) - Turquie (9) - Ukraine (17) - États-Unis (24) - Venezuela (2) |

## Records
Lors de ces championnats, un record du monde a été battu :
- Arc classique - Equipe - Junior Hommes - Match 24 Flèches :  Ukraine - 236/240

## Résultats
Voici le classement des archers pour les différentes épreuves,,,.

### Arc classique

#### Senior
| Épreuve           | Or                                                      | Argent                                                   | Bronze                                                  |
| ----------------- | ------------------------------------------------------- | -------------------------------------------------------- | ------------------------------------------------------- |
| Individuel hommes | Marco Galiazzo Italie                                   | Jake Kaminski États-Unis                                 | Brady Ellison États-Unis                                |
| Par équipe hommes | États-Unis Brady Ellison Jake Kaminski Victor Wunderle  | Russie Bair Badenov Alexey Borodin Baljinima Tsyrempilov | Ukraine Yuriy Havelko Yaroslav Mokrynsky Viktor Ruban   |
| Individuel femmes | Natalia Valeeva Italie                                  | Miranda Leek États-Unis                                  | Ksenia Perova Russie                                    |
| Par équipe femmes | États-Unis Brandi Deloach Miranda Leek Jennifer Nichols | Japon Miki Kanie Mitsui Nagaoka Mai Okubo                | Italie Guendalina Sartori Elena Tonetta Natalia Valeeva |

#### Junior
| Épreuve           | Or                                                            | Argent                                                         | Bronze                                                      |
| ----------------- | ------------------------------------------------------------- | -------------------------------------------------------------- | ----------------------------------------------------------- |
| Individuel hommes | Luca Maran Italie                                             | Sjef van den Berg Pays-Bas                                     | Vitaliy Komonyuk Ukraine                                    |
| Par équipe hommes | Russie Artysh Chuldum Bair Tsybekdorzhiev Beligto Tsynguev    | Ukraine Heorhiy Ivanytskyy Vitaliy Komonyuk Valentyn Kutsyy    | États-Unis Jeremiah Cusick Daniel McLaughlin Sean McLaughin |
| Individuel femmes | Kristina Timofeeva Russie                                     | Anastasia Pavlova Ukraine                                      | Polina Rodionova Ukraine                                    |
| Par équipe femmes | Ukraine Veronika Marchenko Anastasia Pavlova Polina Rodionova | Russie Oyuna Bolotova Tuyana Dashidorzhieva Kristina Timofeeva | États-Unis Sarah Bernstein Ariel Gibilaro LaNola Pritchard  |

### Arc à poulies

#### Senior
| Épreuve           | Or                                                       | Argent                                                          | Bronze                                               |
| ----------------- | -------------------------------------------------------- | --------------------------------------------------------------- | ---------------------------------------------------- |
| Individuel hommes | Reo Wilde États-Unis                                     | Jimmy Butts États-Unis                                          | Julio Ricardo Fierro Mexique                         |
| Par équipe hommes | États-Unis Jimmy Butts Braden Gellenthien Reo Wilde      | France Pierre Julien Deloche Sébastien Peineau Guillaume Rubben | Royaume-Uni Duncan Busby Liam Grimwood Chris White   |
| Individuel femmes | Viktoria Balzhanova Russie                               | Inge van Caspel Pays-Bas                                        | Linda Ochoa Mexique                                  |
| Par équipe femmes | États-Unis Erika Anschutz Christie Colin Tristan Skarvan | Russie Natalia Avdeeva Viktoria Balzhanova Albina Loginova      | Royaume-Uni Andrea Gales Naomi Jones Nichola Simpson |

#### Junior
| Épreuve           | Or                                                                  | Argent                                                       | Bronze                                                      |
| ----------------- | ------------------------------------------------------------------- | ------------------------------------------------------------ | ----------------------------------------------------------- |
| Individuel hommes | Bridger Deaton États-Unis                                           | Rheinhard Louw Afrique du Sud                                | Garrett Abernethy États-Unis                                |
| Par équipe hommes | États-Unis Garrett Abernethy Ben Cleland Bridger Deaton             | Mexique Rodrigo Cardenas Osnorno Mario Cardoso David Montiel | Afrique du Sud Rheinhard Louw Patrick O'Neill James Scoones |
| Individuel femmes | Runa Grydeland Norvège                                              | Lexi Keller États-Unis                                       | Contessa Loh Singapour                                      |
| Par équipe femmes | Russie Ekaterina Korobeynikova Radmila Protasova Mariia Vinogradova | États-Unis Carli Cochran Lexi Keller Sarah Lance             | Croatie Tamara Brlek Maja Orlic Dora Ostrek                 |

## Tableau des médailles
- Pays organisateur ( États-Unis)

| Rang  | Nation         | Or | Argent | Bronze | Total |
| ----- | -------------- | -- | ------ | ------ | ----- |
| 1     | États-Unis     | 7  | 5      | 4      | 16    |
| 2     | Russie         | 4  | 3      | 1      | 8     |
| 3     | Italie         | 3  | -      | 1      | 4     |
| 4     | Ukraine        | 1  | 2      | 3      | 6     |
| 5     | Norvège        | 1  | -      | -      | 1     |
| 6     | Pays-Bas       | -  | 2      | -      | 2     |
| 7     | Mexique        | -  | 1      | 2      | 3     |
| 8     | Afrique du Sud | -  | 1      | 1      | 2     |
| 9     | France         | -  | 1      | -      | 1     |
| 9     | Japon          | -  | 1      | -      | 1     |
| 11    | Royaume-Uni    | -  | -      | 2      | 2     |
| 12    | Croatie        | -  | -      | 1      | 1     |
| 12    | Singapour      | -  | -      | 1      | 1     |
| Total | Total          | 16 | 16     | 16     | 48    |